# 휴먼버그대학교
휴먼버그대학교대학교 어둠의 만화(일본어: ヒューマンバグ大学_闇の漫画)는 일본의 영상툰 유튜브 채널이다. 인간이 극한에 달하는 순간 버그를 일으킨 것에 대해 영상을 만든다고 했다. 사타케 히로후미(佐竹 博文) 라는 인물이 자주 나오는데 항상 고통받는 불행의 아이콘이 되었다. 일본의 휴먼버그대학교 어둠의 만화는 매우 인기 유튜브 채널이며, 2020년의 재생 횟수는 3억회를 초과했으며, 채널구독자 수는 100만명을 넘어 섰다.
2022년 5월에 TV 애니메이션화가 제작이 발표되어, 동년 10월부터 12월까지 휴먼버그대학교 -불사학부 불행학과-(일본어: ヒューマンバグ大学 -不死学部不幸学科-)란 타이틀로 방영되었다.

## 등장 인물

### 주연
- 이쥬인 시게오(伊集院 茂夫): 사회의 어둠 속에서 악행을 저지르고도 법의 심판을 피해가는 악인들. 그리고 고문을 통해 그들의 죄값을 몇 조(幾兆)배로 치르게 하는 현대의 고문 기술자, 이쥬인 시게오. 동서고금의 온갖 고문에 능통하며, 그가 실시하는 고문은 모두 과거 인류가 실제로 사용했던 것들이다. 결코 사라지지 않는 유족의 분노를 짊어지고... 그는 오늘도 단죄의 칼날을 내려친다, 법의 심판을 피해 도망가는 악인들을 온갖 고문으로 처리하는 '고문 소믈리에'. 명문가인 이쥬인 가문의 후계자로 자랐으나, 어느 날 가족이 참척을 당한 과거를 가지고 있다. 복수를 다짐한 이쥬인... 부친 사후 가문이 수집한 골동품 컬렉션이 있는 방에 들어갔을 때, 그곳에 있던 것은 고문 도구였다. 온갖 무술에 정통한 덕분에 이쥬인은 뛰어난 전투력을 지니고 있다.

- 쿠레바야시 지로(紅林 二郞): 학창 시절 싸움에는 지지 않고 전국에 이름을 떨쳤던 최강의 남자 아카오니(赤鬼) 쿠레바야시 지로. 먼저 싸움 거는 일은 단 한 번도 없었지만 거친 고등학교 생활 탓에 현재는 프리터 생활을 하고 있다. 도리에 어긋나는 일은 용서하질 않는 성품이기도 하며 그의 곁에 차례대로 나타나는 인면수심들. 쿠레바야시는 정의의 주먹 다짐꾼으로서 사회의 평화를 지킨다, 현대 사회의 파도 속에 시달리는 전직 양아치 프리터(fritters)다. 고등학교 때는 싸움에 진 적이 없으며, 아카오니라는 별명으로 불려 두려움의 대상이 되었다. 도리에 어긋나는 일을 싫어하며 쓰레기 인간이라면 누구든 정의의 주먹을 날린다. 강한 힘으로 안면을 함몰 시킬 정도의 힘의 소유자.

- 코토게 카부토(小峠 華太): 뒷세계에서 그 위명이 널리 알려진 관동의 무투파 조직. 일본 유수의 번화가 쿠류가이(空龍街)를 거점으로 삼고 있으며 이권을 노리는 적대 조직이나 인의에 어긋나는 장사로 구역을 어지럽히는 한구레와 매일 피를 피로 씻는 싸움을 반복하고 있다, 무기나 전투 스타일을 그대로 별명이 되어버린 광인들이 다수 재적하고 있다, 노력과 근성으로 어둠의 세계를 살아가는 30대 야쿠자. 그의 활약으로 인해 아모우구미가 제대로 기능하고 있다, 외도를 대패를 깎아버리는 등 본인도 광인 형님이 되어가는 계단을 착실히 오르고 있는 중이다, 바야흐로 사제들의 동경의 대상.

- 쿠가 코테츠(久我 虎撤): 코쿠엔가이(黒焉街)를 구역으로 삼는 무투파 조직. 개성적인 조직원들이 많이 재적하고 있다. 선대가 정권을 잡은 뒤부터 쓰레기같은 시노기에 손을 대는 구성원들도 많이 있었지만 젊은 부두목이 뒤를 이은 후부터 인의를 중요시하는 방침으로 전환하였으며 조직 재건을 꾀하고 있다, 쿄고쿠구미의 젊은 천재 야쿠자, 원래의 소질을 더해 수많은 사경을 뚫고 나가 전투력이 상승하였다. 고등학교생 시절 유일하게 아카오니(赤鬼) 쿠레바야시 지로와 막상막하로 싸운 유일한 남자이며 압도적인 스피드가 무기이다.

- 우류 타츠오미(爪生 龍臣): 예전에 사룡(死龍)이라 불렸던 최강의 암살자 우류 타츠오미, 무엇을 먹어도 피맛밖에 나지 않았지만 어느날 우연히 스승님이 준 메론빵을 먹고 인생이 바뀌었다. 그 맛으로 잿빛(灰色)이던 세상이 색을 되찾고 다음날 암살자에서 은퇴하는 것을 결심한다, 힘든 수행끝에 스승의 가게를 이어받아 평화롭게 이동식 메론빵 점장 노릇을 하고있다. 그러나 예전에 소속되어 있던 암살자 조직 CODE-EL의 내부 항쟁에 휘말리게 되고 다시 피로 물들은 세계로 발을 들여놓는다, 이동식 메론빵을 운영하는 최강의 암살자. 예전에는 암살자 조직 CODE-EL에 소속되어 있었지만 키린쵸의 공원에서 우연히 메론빵을 먹고 감동받아 '사룡(死龍)'이라는 별명에서 메론빵 아저씨가 되어버렸다. 한쪽 눈을 감고 있는 이유는 어렸을때부터 몸에 스며든 살인 충동을 억제하기 위해서다. 전투가 시작되면 양쪽을 뜰때도 있다.

- 사타케 히로후미(佐竹 博文): 어디에나 있는 평범한 샐러리맨 사타케 히로후미는 온갖 불행을 다 겪는다. 뎅기열, 콜레라, 탄저균, 콩고 출혈열등 걸린 감염병의 수는 셀수 없을 정도이며 합계 치사율은 99.9% 원심 분리기에 갈린적도 있었다. 수많은 생사를 겪고 나온 사타케 히로후미는 오늘도 세상의 불행에 맞선다! 그리고 거듭되는 병치레로 인해 회사에 해고 통지서를 받았으나 현재는 비경 헌터 키토 죠지의 어시스턴트로 다시 세계를 날아다니고 있다, 매일 기괴한 병, 기괴한 사건등 온갖 재난에 휩쓸려 죽음의 문턱을 헤매지만 절대로 죽지 않는, 일명 '언데드맨(不死人)'. 2022년부터 키토 죠지의 어시스턴트로서 세계 비경을 돌고 있다.

- 키토 죠지(鬼頭 丈二): 인생을 괴식(怪食)과 비경에 갖다바친 남자 키토 죠지. 회사 매각으로 얻은 막대한 재산으로 세계 각지를 가로질러 위험 지대(dangerous zone)를 찾아다니거나, 독자적인 문화에서 만들어진 괴식을 만끽하는 나날을 보내고 있다. "남기는건 절대 용납하지 않는다.(Leaving behind is never acceptable.)"를 모토로 그 땅의 역사와 문화에 대한 경의를 잊지않고 해괴하고도 기상천외한 온갖것들을 아무거나 먹는다! 올해는 어시스턴트 사타케를 데리고 아직 경험하지 못 한 지구의 신비로운 곳으로 발을 옮긴다, 괴식과 비경 탐구에 목숨을 거는 드림 헌터. 무역계 식품회사 오거헤드 푸드의 창업가이자 자산가.  다른 나라의 음식 문화를 존중하며 그의 사전에 남긴다라는 단어는 존재하지 않는다.

- 아비루 칸타(阿蒜 寛太)
- 미카도 이치로타(三門 一朗太)
- 토가리 겐야(戸狩 玄弥)

### 아모우구미
- 아모우 케이지(天羽 桂司)
- 아모우 쿄코(天羽 京子)
- 아쿠츠 토시로(阿久津 敏朗)
- 노다 하지메(野田 一)
- 쿠도 키요시(工藤 清志)
- 야스미 마사시(八 隅)
- 오자키 타카오(尾崎 隆雄)
- 스나가 히사야(須永陽 咲也)
- 토가시 소지(冨樫 宗司)
- 와나카 소이치로(和中 蒼一郎)
- 코바야시 유키사다(小林 幸真)
- 나가세 코이치(永瀬 光一)
- 요네쿠라 토시후미(米倉 敏文)
- 나구모 쿄헤이(南雲 梗平)
- 야베 미츠하루(矢部 光晴)
- 아오야마 루키(青山 流己)
- 카즈키 시온(香月 紫苑): 여장남자이며 그의 육체에서 남자라는 것을 알 수 있는 유일한 부분이 생식기 뿐일 정도로 외형 자체는 완벽한 여자이며 심지어 여유증까지 있다. 그래서 평소에 늘 여장을 하고 다닌다. 어지간한 여자보다 더 여자처럼 생겼다.
- 키타오카 류타(北岡 隆太)
- 하야미 타이키(速水 泰輝)
- 이이토요 사쿠타로(飯豊 朔太郎)
- 우사미 쥰페이(宇佐美 純平)
- 쿠도 코세이(工藤 亘清)
- 카시와기 츠바사(柏木 翼)
- 모기 코시로(茂木 功志郞)
- 미즈노 요타(水野 陽太)
- 요시나가 타츠오(慶永 龍生)

### 쿄고쿠구미
- 이가라시 유키미츠(五十嵐 幸光)
- 이가라시 코즈에(五十嵐 嵐梢)
- 오오조노 긴지(大園 銀次)
- 무구루마 켄신(六車 謙信)
- 사이온지 켄고(西園寺 健吾)
- 코쿠쇼 히데아키(国生 英明)
- 콘도 신페이타(近藤 新平太)
- 니카이도 쇼헤이(二階堂 将平)
- 타카사고 아키오(高砂 明夫): 여장남자이다. 하지만 덩치가 매우 크고 근육질이다.
- 이치죠 코메이(一条 康明)
- 우미세 쇼고(海瀬 将悟)
- 사가라 소세이(相良 颯誠)
- 센고쿠 카오루(仙石 薫)
- 모리와카 토시로(守若 冬史郎)
- 루크 쿠로바네(ルーク 黒羽根)
- 이누카이 요시로(犬飼 鷹四郎)
- 노지마 카케루(野島 翔)
- 타카하시 슈야(鷹橋 修也)
- 사코 야마토(佐古 大和)
- 나미오카 츠네키치(浪岡 常吉)
- 하나자와 이오리(花沢 伊織)
- 미야토 타츠키(宮戸 龍樹)
- 아카사카 쇼타로(赤坂 祥太郎)
- 아야노코지 노부(綾小路 乃武)